# Arcibiskupský kněžský seminář

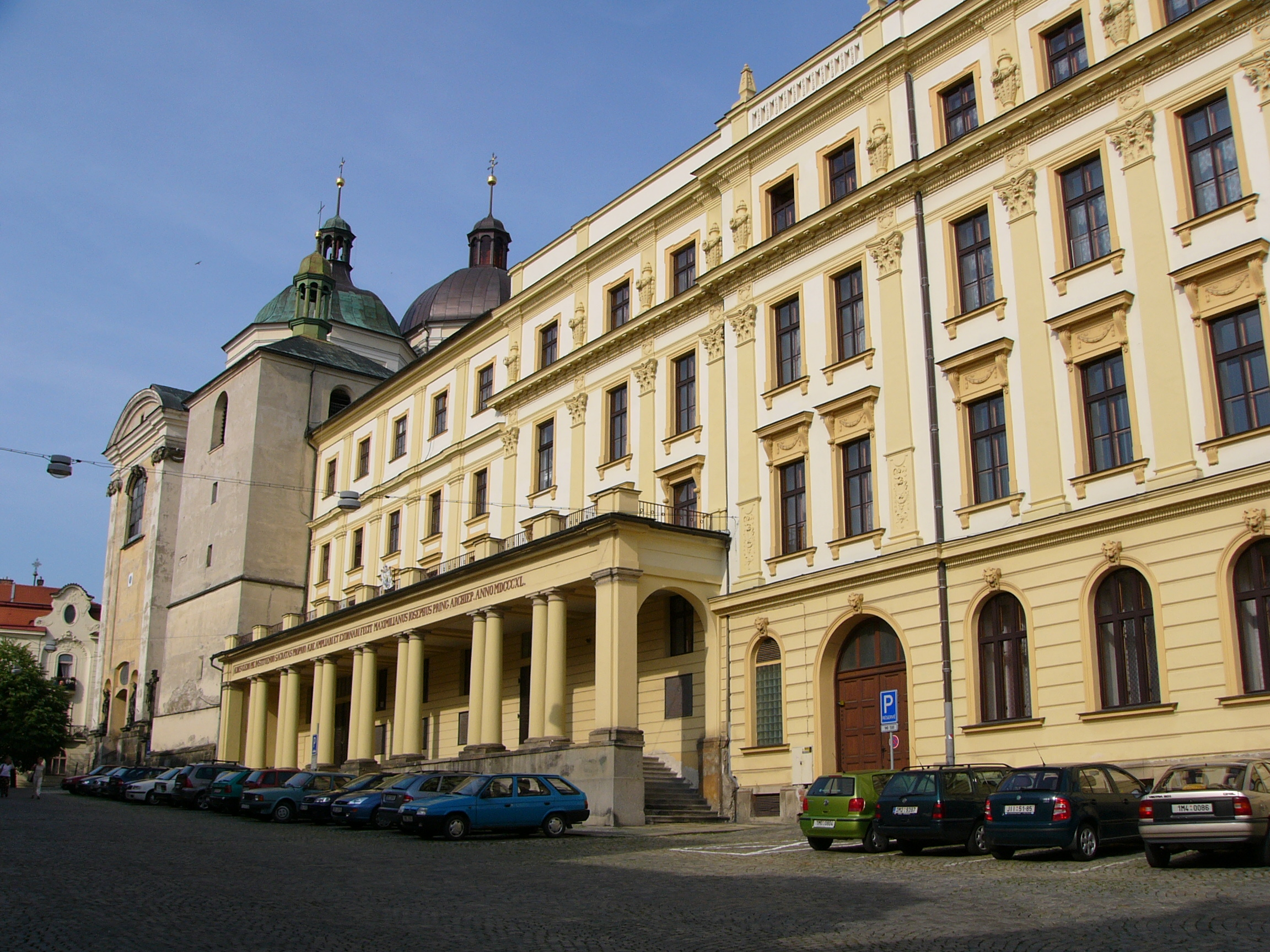
Budova semináře

Arcibiskupský kněžský seminář v Olomouci slouží k přípravě bohoslovců pro všechny diecéze moravské církevní provincie. Jeho činnost byla v minulosti několikrát přerušena: v letech 1778–1782 byl přesunut do Brna, v letech 1783–1790 nahrazen generálním seminářem v Klášterním Hradisku a v letech 1950–1968 a 1974–1990 byl zrušen komunistickým režimem.
Kromě let 1807–1950, kdy existoval samostatný Biskupský alumnát v Brně, sloužil pro celé území Moravy; od roku 1790 se nachází (mimo let 1968–1974) v areálu bývalého dominikánského kláštera při kostele sv. Michaela archanděla v centru města Olomouce.
Nynějším rektorem je Vít Hlavica. Spirituálem pro všechny ročníky je Mgr. Vladimír Schmidt.

## Rektoři
- Kaspar Sommer (1790–1813)
- Franz Benisch (1813–1837)
- Eduard rytíř z Unckhrechtsbergu (1837–1844)
- Hyeronymus Hampel (1844–1855)
- Ignaz Haas (1855)
- Joseph Penka (1855–1861)
- Josef Mikula (1861–1866)
- Ignaz Haas (1866–1889)
- Karel Wisnar (1889–1901)
- Alois Demel (1901–1923)
- František Kutal (1923–1934)
- František Hradil (1934–1942)
- František Jemelka (1942)
- František Hradil (1942–1950)
- ThDr. Leopold Dýmal (1968–1970)
- doc. ThDr. Josef Bradáč (1970–1974)
- Mons. Mgr. Milán Kouba (1990–1998)
- Mons. Mgr. Vojtěch Šíma (1998–2010)
- Antonín Štefek (2010–2017)
- ThLic. Pavel Stuška, PhD. (2017–2023)
- Mgr. Vít Hlavica (od roku 2023)

## Vícerektoři
- Franz Veith (1790–1798)
- Franz Scholz (1798–1799)
- František Kretschmer (1799–1802)
- Franz Benisch (1802–1813)
- Joseph Katzer (1814–1818)
- ThDr. Josef L. rytíř Höchsmann (1818–1829)
- František Lavička (1829–1833)
- Joseph Peiker (1833–1840)
- Johann Schiller (1841–1842)
- František Dvořák (1842–1854)
- František Poslušný (1854–1862)
- Josef David (1862–1884)
- Karel Wisnar (1884–1889)
- Josef Kachník (1889–1894)
- Jan Kögler (1894–1899)
- Cyril Sládeček (1899–1910)
- Jan Kořistka (1910–1919)
- František Kutal (1919–1923)
- Josef Richter (1928–1932)
- Josef Matzke (1933–1938)
- Karl Schrammel (1938)
- Jaroslav Šumšal (1938–1942)
- Josef Olejník (1945–1948)
- Leopold Dýmal (1948–1950)
- Václav Slouk (1990–1993)
- Jiří Rek (1993–1998)
- František Sedláček (1998–2005)
- Josef Nuzík (2005–2009)
- Jiří Kupka (2009–2014)
- Mgr. Ing. Pavel Šupol (2014–2019)

## Spirituálové
- Joseph Peiker (1837–1840)
- Hyeronymus Hampel (1840–1843)
- Johann Schiller (1843–1847)
- Jan Peřina (1847–1854)
- Ignaz Haas (1854–1866)
- Vilém Blažek (1866–1876)
- Josef Droběna (1876–1888)
- Josef Krestýn (1888–1892)
- Alois Demel (1892–1901)
- František Pospíšil (1901–1915)
- Josef Foltynovský (1915–1921)
- ThDr. František Cinek (1921–1942)
- ThDr. Antonín Šuránek (1929–1948;1968–1970)
- Bedřich Vašek (1942)
- Theodor Funk (1942)
- Ferdinand Bílek (1948–1950, 1969–1974)
- Pavel Ambros SJ (1990–1991)
- František Puchnar (1990–1993)
- Jan Pavlík SJ (1991–1998)
- Josef Janek (1993–2002)
- Mgr. Pavel Posád (1993–2004)
- Adam Rucki (1995–2005)
- Mgr. Michal Pořízek (2002–2015)
- Mgr. Jan Szkandera (2005–2019)
- Mgr. Vladimír Schmidt (od roku 2019)